# Jeux électroniques The Legend of Zelda
Les jeux électroniques The Legend of Zelda sont des adaptations de la franchise vidéoludique éponyme sous forme de trois jeux électroniques de différentes formes. Dès 1989, Nintendo produit et édite un jeu Game & Watch largement inspiré du système de jeu de Zelda II, intitulé Zelda et commercialisé en Amérique du Nord et en Europe. Par la suite, Nintendo autorise sous licence la production de deux jeux. Nelsonic (en) édite une montre-bracelet à cristaux liquides comportant un jeu électronique inspiré de The Legend of Zelda. Elle est commercialisée fin 1989 en Amérique du Nord, puis en 1992 en Europe. En 1992, Epoch commercialise uniquement au Japon une série de cartes centrées sur la franchise pour la console portable Barcode Battler II.

## Jeux

### Zelda
En août 1989, Nintendo commercialise un jeu électronique dans la série des Game & Watch, largement inspiré du système de jeu de Zelda II: The Adventure of Link. Intitulé Zelda (The Zelda dans la notice, ZL-65), ce Multiscreen met en scène Link affrontant des ennemis comme des Stalfos, et un Moblin, puis dans un combat final, il lutte contre un dragon. Comme dans The Legend of Zelda, le joueur peut effectuer une seconde quête après une victoire. Le jeu reçoit de bonnes critiques, mais la facilité de son gameplay est soulevée,,,,,,,,,,. Le jeu n'est jamais sorti au Japon,. Tous les Game & Watch sont conçus au Japon par Nintendo,. Le jeu profite d'une scénario inédit,.
Huit dragons ravagent le monde et ont enlevé la princesse Zelda. Elle est retenue captive derrière un sceau qui oblige Link à récupérer les huit fragments de la Triforce après avoirs vaincu chaque dragon,,.
Le joueur contrôle Link, qui doit traverser un labyrinthe de salles sur l'écran inférieur. Il fait face à des fantômes, à quatre Stalfos et à un mini-chef gobelin ressemblant à Moblin. Ces deux premiers ennemis ne peuvent être tués et doivent respectivement évités et bloqués avec le bouclier. Le gobelin doit être tué pour faire apparaitre des escaliers et déplacer l'action sur l'écran supérieur dans le repaire du dragon. Link combat un dragon sur le côté droit de l'écran tout en évitant les attaques de jet de feu et de sa queue. La partie gauche de l'écran supérieur affiche la carte du donjon et des éléments tels la hache que Link gagne en terrassant le dragon. Après avoir vaincu le dragon, le jeu recommence avec des ennemis plus rapides et en conservant le meilleur score du joueur. Un bouton permet au joueur de continuer le jeu en cas d'échec,,.
Le jeu est réédité en 2002 dans la compilation sur Game Boy Advance appelée Game and Watch Gallery Advance, en version non-remasterisée et déblocable, uniquement en occident. La compilation est rééditée sur Wii U en décembre 2015 en Europe au début de l'année 2016 en Amérique du Nord et au Japon,,,.
Nintendo réédite le jeu à partir de 1998 dans la gamme Nintendo Mini Classics par le biais de différents distributeurs dans le monde, notamment comme Take 2 en France. Cette version est miniaturisée et se présente sous la forme d'un porte-clefs,,,.

### The Legend of Zelda
La montre de jeu The Legend of Zelda est une montre-bracelet multifonctionnelle fabriquée par Nelsonic (en) dans la gamme Game & Watch en octobre 1989, et qui est rééditée en Europe par Zeon en 1992. Elle indique l'heure et permet de jouer à un jeu. Celui-ci est basé sur le jeu The Legend of Zelda original. La montre est commercialisée en noir, rouge, blanc et rose, et fonctionne grâce à une pile bouton,,,,,,.

### Zelda no densetsu: Kamigami no Triforce
Un jeu de carte pour la console portable Barcode Battler II est commercialisé par Epoch en 1992 au Japon. Ce set comporte trente cartes inspirées du jeu A Link to the Past, qui permettent au joueur de combattre contre un ennemi. Celui-ci scanne le code-barres de l'une de ses cartes, ce qui crée un personnage avec des caractéristiques représentées par des chiffres. Il peut alors combattre en fonction de ses capacités,.